# خط سري
الخط السُري هو عبارة عن قسطرة يتم إدخالها في أحد الشرايين أو الوريد من الحبل السري. بشكل عام، يتم استخدام (قسطرة الشريان السري UAC /قسطرة الوريد السري UVC) في وحدات العناية المركزة للأطفال حديثي الولادة، لأنها توفر وصولاً سريعًا إلى الدورة المركزية للأطفال الخدج. يمكن وضع خطوط UAC /UVC في وقت الولادة والسماح للعاملين الطبيين بتسريب السوائل والعقاقير المؤثرة في التقلص العضلي والدم إذا لزم الأمر. يتم استخدامه في بعض الأحيان في المواليد الجدد أو على المدى القريب حيث لا يزال جذع الحبل السري متصلاً بجهاز الدوران. يمكن إعطاء الأدوية والسوائل والدم من خلال هذا القسطرة ويسمح بمراقبة غازات الدم وسحب عينات الدم. وتشمل المضاعفات العدوى وتجلط الدم.
تدخل القسطرة عبر البطن هو أيضا وسيلة للوصول إلى القلب، على سبيل المثال تصحيح جراحي للقناة الشريانية المفتوحة.

## القسطرة الشريانية السرية
يتم تأكيد موضع القسطرة الشريانية السرية على فيلم عادي. من السرة، يغطس القسطرة الشريانية السرية إلى أسفل وينضم إلى الشريان الحرقفي الداخلي الأيمن أو الأيسر قبل أن يتحول إلى الشريان الحرقفي الشريان الأورطي الشائع. يمكن أن يكون الموضع المناسب لطرف القسطرة إما «مرتفعًا» أو «منخفضًا». يتم الحكم على المجموعة العالية نسبة إلى الفقرات الصدرية، وتتراوح بين الفقرتين الصدرية السادسة والعاشرة؛ لتجنب فروع الأبهر الرئيسية. النطاق المنخفض قريب من الفقرات القطنية، ويتراوح بين الفقرتين القطنية الثالثة والخامسة. قد يرتبط الموقف السفلي بمعدل أعلى من المضاعفات الوعائية مثل الخثار أو التشنج الوعائي.

## القسطرة الوريدية السرية
يحدث الوضع الشاذ للقسطرة الوريدية السرية بشكل متكرر لأنه عادةً ما يتم إدراجه دون توجيه التصوير، ويتم تأكيده بعد وضعه على فيلم عادي لاحق، يحدث في حوالي 50% من المحاولات الأولى. من الوريد السري في السرة، تنحني القسطرة بشكل ممتاز وإلى اليمين، من خلال الوريد البابي الأيسر، مروراً بالقناة الوريدية للبراءة إلى الوريد الأجوف السفلي والأذين الأيمن. يوجد موضع طرف UVC المناسب في الوريد الأجوف السفلي السفلي إلى الأذين الأيمن المنخفض، وعادةً ما يكون ذلك في حدود 1 سم من الحجاب الحاجز. إذا كان طرف UVC أقرب إلى القناة الوريدية، فقد يؤدي ذلك إلى إعطاء السوائل الوريدية في نظام المدخل، مع تخثر الوريد البابي المحتمل، أو في حالة ادخال المحاليل عن طريق الوريد (تغذية الحقن) قد يؤدي إلى حدوث الخراج.